# Prokop Daněk
Prokop Daněk (14. září 1936 – 30. června 1968) byl český fotbalový obránce.

## Fotbalová kariéra
V československé lize hrál za Duklu Pardubice a za Baník Ostrava. Nastoupil ve 195 ligových utkáních. Za reprezentační B-tým nastoupil v roce 1964 v 1 utkání.

### Prvoligová bilance
| Ročník                                   | Zápasy | Góly | Minuty | Klub            |
| ---------------------------------------- | ------ | ---- | ------ | --------------- |
| 1. československá fotbalová liga 1957/58 | –      | 0    | –      | Dukla Pardubice |
| 1. československá fotbalová liga 1958/59 | –      | 0    | –      | Dukla Pardubice |
| 1. československá fotbalová liga 1958/59 | 13     | 0    | –      | Baník Ostrava   |
| 1. československá fotbalová liga 1959/60 | 15     | 0    | –      | Baník Ostrava   |
| 1. československá fotbalová liga 1960/61 | 22     | 0    | 1 906  | Baník Ostrava   |
| 1. československá fotbalová liga 1961/62 | 26     | 0    | 2 340  | Baník Ostrava   |
| 1. československá fotbalová liga 1962/63 | 23     | 0    | 2 069  | Baník Ostrava   |
| 1. československá fotbalová liga 1963/64 | 25     | 0    | 2 232  | Baník Ostrava   |
| 1. československá fotbalová liga 1964/65 | 26     | 0    | 2 340  | Baník Ostrava   |
| 1. československá fotbalová liga 1965/66 | 9      | 0    | 810    | Baník Ostrava   |
| 1. československá fotbalová liga 1967/68 | 11     | 0    | 934    | Baník Ostrava   |
| CELKEM                                   | 195    | 0    | –      |                 |